# Finlandia en los Juegos Olímpicos de Salt Lake City 2002
Finlandia estuvo representada en los Juegos Olímpicos de Salt Lake City 2002 por un total de 98 deportistas que compitieron en 11 deportes.  
El portador de la bandera en la ceremonia de apertura fue el saltador en esquí Toni Nieminen.

## Medallistas
El equipo olímpico finlandés obtuvo las siguientes medallas:
| Nombre                                                              | Deporte           | Competición                   |
| ------------------------------------------------------------------- | ----------------- | ----------------------------- |
| Oro                                                                 |                   |                               |
| Samppa Lajunen                                                      | Combinada nórdica | Trampolín normal + 15 km M    |
| Samppa Lajunen                                                      | Combinada nórdica | Trampolín grande + 7,5 km M   |
| Jari Mantila Hannu Manninen Jaakko Tallus Samppa Lajunen            | Combinada nórdica | Trampolín normal + 4 × 5 km M |
| Janne Lahtela                                                       | Esquí acrobático  | Baches M                      |
| Plata                                                               |                   |                               |
| Jaakko Tallus                                                       | Combinada nórdica | Trampolín normal + 15 km M    |
| Janne Ahonen Matti Hautamäki Risto Jussilainen Veli-Matti Lindström | Saltos en esquí   | Trampolín grande por eqs. M   |
| Bronce                                                              |                   |                               |
| Matti Hautamäki                                                     | Saltos en esquí   | Trampolín grande M            |